# Photis serae
Photis serae is een vlokreeftensoort uit de familie van de Photidae. De wetenschappelijke naam van de soort is voor het eerst geldig gepubliceerd in 2010 door Souza-Filho & Serejo.